# All Your Love
All Your Love는 시티 누르할리자의 열여섯 번째 정규 앨범이자, 첫 영어 앨범이다. 왓츠업 엔터테인먼트에 의해 발매되었으며, 2011년 9월 16일 디지털로 발표된 뒤 26일 앨범으로 발매되었다.

## 수록곡
- All Your Love
- Nobody Else
- Tonight
- All Over Again
- I Will Wait Forever
- Falling In Love
- I Cry Out
- Fight For Love
- Stand Up
- Remember You

## 특징
- 6번 트랙 "Falling In Love"와 10번 트랙 "Remember You"는 싱글로 발매되었다.
- 5번 트랙 "I Will Wait Forever"는 크리스티안 알렉산다가, 10번 트랙 "Remember You"는 숀 킹스턴이 피쳐링했다.